# Richard Epstein
Richard Allen Epstein (Nueva York, 17 de abril de 1943) es un jurista estadounidense conocido por sus escritos sobre temas como agravios, contratos, derechos de propiedad, derecho y economía, liberalismo clásico y libertarismo. Epstein es actualmente profesor de derecho Laurence A. Tisch y director del Classical Liberal Institute de la Universidad de Nueva York, miembro sénior Peter y Kirsten Bedford de la Hoover Institution, y profesor emérito de derecho James Parker Hall con servicio distinguido y profesor titular en la Universidad de Chicago.
Los escritos de Epstein han influido ampliamente en el pensamiento legal estadounidense. En 2000, un estudio publicado en The Journal of Legal Studies identificó a Epstein como el duodécimo erudito legal más citado del siglo XX. En 2008, fue elegido en una encuesta realizada por Legal Affairs como uno de los pensadores legales más influyentes de los tiempos modernos. Un estudio de publicaciones legales entre 2009 y 2013 encontró que Epstein fue el tercer erudito legal estadounidense citado con mayor frecuencia durante ese período, solo detrás de Cass Sunstein y Erwin Chemerinsky. Ha sido miembro de la Academia Estadounidense de las Artes y las Ciencias desde 1985.

## Vida y carrera
Richard A. Epstein nació el 17 de abril de 1943 en Brooklyn, Nueva York. Sus abuelos eran judíos asquenazíes que emigraron a Estados Unidos desde Rusia y Austria a principios del siglo XX. El padre de Epstein, Bernard Epstein (1908-1978), era radiólogo, y su madre, Catherine Epstein (de soltera Reiser; 1908-2004), administraba el consultorio médico de su padre. Tiene dos hermanas. Asistió a la escuela primaria en P.S. 161, una escuela que ahora es una de las escuelas autónomas de Success Academy. Epstein y su familia vivieron en Brooklyn hasta 1954, cuando su padre comenzó a trabajar en el Centro Médico Judío de Long Island y su familia se mudó a Great Neck, Long Island.
Epstein asistió a la Universidad de Columbia como estudiante de pregrado a principios de la década de 1960. Tenía intereses académicos de amplio alcance y no deseaba seleccionar una especialización tradicional, y obtuvo un permiso especial de la universidad para seguir un programa de estudio autoseleccionado en las tres áreas de sociología, filosofía y matemáticas. Se graduó con un B.A. summa cum laude del Columbia College en 1964. El desempeño universitario de Epstein le valió una Beca Kellett, un premio en Columbia que paga a dos de los mejores graduados de cada año para estudiar dos años en Inglaterra, ya sea en la Universidad de Cambridge o la Universidad de Oxford. Epstein eligió asistir a Oxford, donde fue miembro del Oriel College y obtuvo una licenciatura con honores de primera clase en jurisprudencia en 1966. Luego regresó a los Estados Unidos para asistir a la Escuela de Derecho Yale, donde se graduó con un LL.B. cum laude en 1968.
Después de graduarse de la facultad de derecho, Epstein fue contratado como profesor asistente de derecho en la Universidad del Sur de California (USC). Enseñó en la USC durante cuatro años antes de trasladarse a la Escuela de Derecho de la Universidad de Chicago en 1972. Epstein enseñó en Chicago durante 38 años, y finalmente obtuvo el título de Profesor de Derecho con Servicio Distinguido James Parker Hall. Epstein se retiró formalmente de Chicago en 2010, pero rápidamente salió de su retiro para unirse a la facultad de la Universidad de Nueva York como su primer profesor de derecho Laurence A. Tisch. Sigue siendo profesor emérito y conferencista principal en Chicago, impartiendo cursos allí de forma ocasional. En 2013, la Escuela de Derecho de la Universidad de Nueva York estableció un nuevo centro de investigación académica, el Classical Liberal Institute, y nombró a Epstein como su director inaugural.
Desde 2001, Epstein se ha desempeñado como miembro sénior Peter y Kirsten Bedford de la Hoover Institution, un destacado think tank en políticas públicas estadounidense ubicado en la Universidad de Stanford.
Epstein ha trabajado en muchas organizaciones académicas y públicas y ha recibido varios premios. En 1983, Epstein fue nombrado miembro principal del Centro de Ética Médica Clínica de la Facultad de Medicina de la Universidad de Chicago, y en 1985 ingresó en la Academia Estadounidense de las Artes y las Ciencias. Fue editor del Journal of Legal Studies de 1981 a 1991, y fue editor del Journal of Law and Economics de 1991 a 2001. En 2003, Epstein recibió un grado LL.D. de la Universidad de Gante, y en 2018 recibió un doctorado honorario en derecho de la Universidad de Siegen. En 2005, el College of William & Mary le otorgó el Premio de Derechos de Propiedad Brigham-Kanner por sus contribuciones al campo de los derechos de propiedad. En 2011, la Fundación Bradley le otorgó un Premio Bradley.

## Obras
Epstein se hizo famoso en la comunidad legal estadounidense en 1985 con la publicación de Harvard University Press de su libro Takings: Private Property and the Power of Eminent Domain (en español, Expropiaciones: propiedad privada y el poder del dominio eminente). En la obra, Epstein argumentó que la "cláusula de expropiaciones" de la Quinta Enmienda a la Constitución de los Estados Unidos, que dice: "... ni se tomará propiedad privada para uso público, sin una compensación justa", y se considera tradicionalmente como un límite para el poder gubernamental de expropiación — brinda protección constitucional a los derechos económicos de los ciudadanos, y por lo tanto requiere que el gobierno sea considerado igual que cualquier otra entidad privada en una disputa de propiedad. El argumento fue controvertido y provocó un gran debate sobre la interpretación de la "cláusula de expropiación" después de su publicación.
En 1991, durante las audiencias de confirmación de Clarence Thomas para juez de la Corte Suprema, el senador Joe Biden "en un movimiento dramático" levantó el libro e "interrogó repetidamente" a Thomas sobre su posición en la tesis del libro. El libro sirvió como punto focal en el argumento sobre la capacidad del gobierno para controlar la propiedad privada. El libro también ha influido en la forma en que algunos tribunales ven los derechos de propiedad y ha sido citado por la Corte Suprema de los Estados Unidos en cuatro ocasiones, incluido el caso de 1992 Lucas v. South Carolina Coastal Council.
En el apogeo de la pandemia del VIH en 1988, Epstein sostuvo que las empresas deberían poder discriminar a los "portadores del SIDA" y que las leyes contra la discriminación eran injustas para los empleadores. En lugar de tales leyes, Epstein argumentó que los "portadores del SIDA" deberían tener sus primas de seguro médico subsidiadas a través de impuestos para "disciplinar el comportamiento del gobierno y los grupos de interés, exigiendo a los ciudadanos que tomen decisiones sobre qué tanto están preparados individualmente para pagar para subsidiar a los portadores del SIDA". Además, explicó que "no hay razón para suponer que cualquier beneficio público obtenido de que los empleadores y sus aseguradoras atiendan a las víctimas del SIDA estará en algún nivel que coincida con los costos adicionales que se imponen". En cambio, Epstein propuso que los empleadores tienen derecho a negarse a contratar presuntos "portadores del SIDA".
Epstein es un defensor de una regulación legal mínima. En su libro Reglas simples para un mundo complejo (1995), Epstein consolidó gran parte de su trabajo anterior y señala que las reglas simples funcionan mejor porque las complejidades crean costos excesivos. La complejidad proviene de intentar hacer justicia en casos individuales. Sin embargo, las reglas complejas son justificables si pueden excluirse. Por ejemplo, basándose en Gary Becker, defiende que la Ley de Derechos Civiles de 1964 y otras leyes contra la discriminación serían mejores si fueran derogadas. De acuerdo con los principios del liberalismo clásico, cree que la regulación federal sobre el matrimonio entre personas del mismo sexo, la Ley de Defensa del Matrimonio, debería derogarse, declarando:

Según nuestra ley, solo el estado puede emitir licencias de matrimonio. Ese poder conlleva el deber de servir a todos en igualdad de condiciones, lo que significa que el estado no debería poder elegir a aquellos a quienes concede sus favores. DOMA ofende este principio de dos maneras. Primero, excluye a las parejas polígamas de recibir estos beneficios matrimoniales. En segundo lugar, excluye a las parejas homosexuales. Ambos grupos contribuyen a los fondos que apoyan estos diversos programas gubernamentales. Ambos deberían compartir sus beneficios.

Ha criticado el fallo de la Corte Suprema en Obergefell v. Hodges. En 2007, Epstein defendió los derechos de propiedad intelectual de las compañías farmacéuticas contra la producción genérica más barata de medicamentos contra el sida, alegando que "ignorar los derechos de propiedad en nombre de los derechos humanos reduce el bienestar humano en todo el mundo".
Contribuyendo a la antología Our American Story (2019), Epstein abordó la posibilidad de una narrativa estadounidense compartida. Tomando un enfoque decididamente escéptico, Epstein llegó a la conclusión de que no se puede lograr una nueva narrativa nacional "a menos que participemos en lo que yo llamo minimalismo estadounidense: una reducción consciente de los problemas que creemos que realmente se manejan mejor como nación y no se pueden abordar mejor por parte de grupos subnacionales más pequeños: estados, gobiernos locales y, lo que es más importante, todo tipo de pequeñas organizaciones privadas que son libres de elegir lo que quieran para establecer su propia membresía y misión".
En marzo y abril de 2020, Epstein escribió varios ensayos publicados por la Hoover Institution dando un relato contrario del brote de coronavirus en curso y advirtiendo contra las extensas medidas de contención y mitigación del gobierno de EE. UU., que identificó como una "reacción exagerada". En un artículo publicado el 16 de marzo, argumentó que el término pandemia no debe usarse a la ligera y que se debe permitir que el virus siga su curso, prediciendo que finalmente habrá 500 muertes en Estados Unidos. A principios de junio, el total de muertos en Estados Unidos superó las 100,000 personas. El 24 de marzo, cuando el número de muertes ya había pasado de 500, Epstein agregó una "Corrección y anexo", en la que elevó su pronóstico a 5,000 muertes, sin cambiar el modelo subyacente que lo había llevado a su primera estimación de recuento de muertes. El 6 de abril, cuando el número de muertos ya había superado con creces sus predicciones anteriores, volvió a revisar esa cifra, y la sección "Corrección y anexo" ahora declararía repentinamente (con la fecha incorrecta "24 de marzo de 2020") que la "estimación errónea original de 5,000 muertos en los EE. UU. [era] un número 10 veces menor de lo que [tenía] intención de declarar", lo que implica que tanto 500 como 5,000 en las versiones anteriores del artículo habían sido errores ortográficos de 50,000. Después de varios informes de noticias sobre las estimaciones cada vez mayores de Epstein, el 21 de abril apareció una nota del editor en el sitio web, que explicaba los últimos cambios como un "error de edición" y aclaraba que la predicción original del autor había sido 500 muertes. Epstein comparó el COVID-19 con la pandemia de H1N1 de 2009 y sugirió que las medidas de salud pública "se realizan mejor a nivel de plantas, hoteles, restaurantes y escuelas que remotamente por los líderes políticos". Sostuvo que "la respuesta de los gobernadores estatales al brote de coronavirus se ha vuelto mucho más peligrosa que la propia enfermedad", y afirmó que el número de muertes ha sido exagerado. Sus ensayos, que contienen una serie de errores fácticos y conceptos erróneos sobre el virus SARS-CoV-2, se divulgaron en círculos conservadores y en la Casa Blanca tras su publicación. En un artículo publicado el 6 de junio, Epstein elogió a los estados gobernados por republicanos como Florida por su gestión de crisis, vinculando las cifras más altas de muertes en ese momento a los estados gobernados por los demócratas con sus "políticas intervencionistas".

## Influencia
En 2006, el académico estadounidense James W. Ely Jr. escribió: "Es una premisa ampliamente aceptada que el profesor Richard A. Epstein ha ejercido una influencia generalizada en el pensamiento legal estadounidense". Un estudio publicado en The Journal of Legal Studies en 2000 identificó a Epstein como el duodécimo erudito jurídico más citado de todo el siglo XX. En 2008, fue elegido en una encuesta realizada por Legal Affairs como uno de los pensadores legales más influyentes de los tiempos modernos. Un estudio de publicaciones legales entre 2009 y 2013 encontró que Epstein era el tercer erudito legal estadounidense citado con más frecuencia, solo detrás de Cass Sunstein y Erwin Chemerinsky.

## Política
Epstein ha dicho que cuando vota, elige a "cualquiera menos los Dos Grandes" que son "sólo dos miembros del mismo partido estatista peleando por los amigos que recibirán favores". Ha votado por el Partido Libertario. Epstein dice que "ciertamente es un fanático de Calvin Coolidge; cometió algunos errores, pero era un tipo de gobierno pequeño". Epstein sirvió en el Grupo de Trabajo de Guantánamo del Proyecto de Constitución.
A principios de 2015, Epstein comentó sobre su relación con el panorama político estadounidense moderno, afirmando: "Estoy en una posición muy extraña: no soy un conservador en lo que respecta a los valores religiosos y demás, pero sí creo, en efecto, en una política exterior fuerte y un gobierno interno relativamente pequeño, pero eso no es lo mismo que decir que no creo en ningún gobierno". También se le ha caracterizado como un conservador libertario. Durante un debate con Chris Preble en diciembre de 2016, Epstein se identificó a sí mismo como un "halcón libertario".

## Vida personal
La esposa de Epstein, Eileen W. Epstein, es una educadora y recaudadora de fondos que se desempeña en la junta directiva de la organización filantrópica American Jewish World Service. Tienen tres hijos: Benjamin M., Elliot y Melissa. Epstein es primo hermano del comediante y actor Paul Reiser.
Epstein se ha descrito a sí mismo como "un judío no practicante bastante débil".

## Trabajos seleccionados

### Artículos
- Epstein, Richard A. (1973). «A Theory of Strict Liability». Journal of Legal Studies 2 (1): 151-204. doi:10.1086/467495.
- ——— (1975). «Unconscionability: A Critical Reappraisal». Journal of Law and Economics 18 (2): 293-315. doi:10.1086/466814.
- ——— (1979). «Nuisance Law: Corrective Justice and Its Utilitarian Constraints». Journal of Legal Studies 8 (1): 49-102. doi:10.1086/467602.
- ——— (1983). «A Common Law for Labor Relations: A Critique of the New Deal Labor Legislation». Yale Law Journal 92 (8): 1357-1408. JSTOR 796178. doi:10.2307/796178.
- ——— (1984). «In Defense of the Contract at Will». University of Chicago Law Review 51 (4): 947-82. JSTOR 1599554. doi:10.2307/1599554.
- ——— (1987). «The Proper Scope of the Commerce Power». Virginia Law Review 73 (8): 1387-1455. JSTOR 1073233. doi:10.2307/1073233.
- ——— (1988). «Foreword: Unconstitutional Conditions, State Power, and the Limits of Consent». Harvard Law Review 102 (1): 4-104.
- ——— (1997). «The Clear View of The Cathedral: The Dominance of Property Rules». Yale Law Journal 106 (7): 2091-2120. JSTOR 797162. doi:10.2307/797162.

### Libros
- Epstein, Richard A. (1985). Takings: Private Property and the Power of Eminent Domain. Cambridge: Harvard University Press. ISBN 0674867297.
- ——— (1992). Forbidden Grounds: The Case Against Employment Discrimination Laws. Cambridge: Harvard University Press. ISBN 978-0674308084.
- ———; Stone, Geoffrey R.; Sunstein, Cass R. (1992). The Bill of Rights in the Modern State. Chicago: University of Chicago Press. ISBN 978-0226775326.
- ——— (1995). Simple Rules for a Complex World. Cambridge: Harvard University Press. ISBN 978-0674808218.
- ———; Sunstein, Cass R. (2001). The Vote: Bush, Gore & the Supreme Court. Chicago: University of Chicago Press. ISBN 978-0226213071.
- ——— (2011). Design for Liberty: Private Property, Public Administration, and the Rule of Law. Cambridge: Harvard University Press. ISBN 978-0674061842.
- ——— (2014). The Classical Liberal Constitution: The Uncertain Quest for Limited Government. Cambridge: Harvard University Press. ISBN 978-0674724891.
- ——— (2020). The Dubious Morality of Modern Administrative Law. Lanham: Rowman & Littlefield. ISBN 978-1-5381-4149-6.

### Libros de casos
- Epstein, Richard A.; Gregory, Charles; Kalven, Harry (1977). Cases and Materials on the Law of Torts (3rd edición). New York: Little, Brown & Co. 4th edition (1984), New York: Little, Brown & Co.
- ———; Sharkey, Catherine M. (2016). Cases and Materials on Torts (11th edición). New York: Aspen Casebooks. ISBN 978-1454868255.

## Otras lecturas
- Steelman, Aaron (2008). Epstein, Richard A. (1943-).  En Hamowy, Ronald, ed. «Epstein, Richard A. (1943– )». The Encyclopedia of Libertarianism. Thousand Oaks, CA: SAGE; Cato Institute. pp. 153-54. ISBN 978-1412965804. LCCN 2008009151. OCLC 750831024. doi:10.4135/9781412965811.n96.

- Datos: Q7323685
- Multimedia: Richard Epstein / Q7323685